# Épimérase et racémase
Les épimérases et les racémases sont des enzymes de type isomérase qui catalysent une inversion de stéréochimie dans les biomolécules. 
Les racémases catalysent l'inversion stéréochimique autour d'un atome de carbone asymétrique dans une molécule ayant un seul centre d'asymétrie (racémisation). 
Les épimérases catalysent l'inversion stéréochimique d'un atome de carbone asymétrique dans une molécule ayant plusieurs centres d'asymétrie; elles interconvertissent les épimères.

## Classification
Les épimérases et les racémases sont regroupées dans une sous-classe des isomerases (EC 5), la classe EC 5.1. Elles sont par la suite répartis en d'autres sous classes :
- EC 5.1.1: racémases agissant sur les acides aminés (phénylalanine racémase, sérine racémase, etc.)
- EC 5.1.2: racémases agissant sur les acides alpha hydroxylés (mandelate racémase)
- EC 5.1.3: épimérases agissant sur les glucides (UDP galactose épimérase)
- EC 5.1.99: autres (Méthylmalonyl-coenzyme A épimérase)